# Amtsgericht Kipfenberg
Das Amtsgericht Kipfenberg war ein von 1879 bis 1949 bestehendes bayerisches Gericht der ordentlichen Gerichtsbarkeit mit Sitz in Kipfenberg.

## Geschichte
Anlässlich der Einführung des Gerichtsverfassungsgesetzes am 1. Oktober 1879 wurde ein Amtsgericht zu Kipfenberg errichtet, dessen Sprengel deckungsgleich mit dem des vorherigen Landgerichtes Kipfenberg war und folglich die damaligen Gemeinden Arnsberg, Attenzell, Badanhausen, Biberg, Bitz, Böhmfeld, Böhming, Buch, Denkendorf, Dörndorf, Dunsdorf, Enkering, Erlingshofen, Gelbelsee, Grösdorf, Gungolding, Haunstetten, Hirnstetten, Hitzhofen, Hofstetten, Irfersdorf, Irlahüll, Kinding, Kipfenberg, Lippertshofen, Oberemmendorf, Oberzell, Pfahldorf, Pfalzpaint, Rapperszell, Rieshofen, Schelldorf, Schönbrunn, Unteremmendorf, Walting und Zandt enthielt.
Die nächsthöhere Instanz war bis zum 1. Oktober 1944 das Landgericht Eichstätt, danach das Landgericht Nürnberg-Fürth.
Im Jahre 1925 hatte der Amtsgerichtsbezirk Kipfenberg 10.847 Einwohner auf einer Fläche von (1928) 270 km².
Nachdem das Amtsgericht Kipfenberg zunächst am 1. November 1944 kriegsbedingt zu einem bloßen Gerichtstagegericht und dann am 3. November 1945 zur Zweigstelle des Amtsgerichtes Eichstätt erklärt worden war, erfolgte am 1. Juli 1949 die vollständige Stilllegung des Kipfenberger Gerichtes sowie die Zuteilung seines Bezirks an das Amtsgericht Eichstätt.